# センター・フォー・ザ・ブック
センター・フォー・ザ・ブック(Center for the Book)は、読み書き能力、図書館、読書、アメリカ文学の歴史と遺産の理解を促進するために、米国議会図書館館長のダニエル・J・ブーアスティンによって1977年に設立された。主に税控除対象の寄付によって支えられている。

## 歴史
1977年、米国議会図書館館長のダニエル・J・ブーアスティンは、公法95-129で議会立法されたことを受け、書籍、読書、識字能力、図書館、および学術研究を促進するために、米国議会図書館センター・フォー・ザ・ブックを設立した。ブーアスティンは、ジョン・Y・コール(Dr. John Y. Cole)を書籍センターの創設ディレクターに任命した。 コールは以前、図書館の目標、組織、および計画に関する1年間の業務を指揮し、ブーアスティンにセンター・フォー・ザ・ブックを推奨していた。
1984年に、このセンターは州ごとにセンター・フォー・ザ・ブックを設立し始めた。現在、50州すべて、コロンビア特別区、米領バージン諸島に関連センターがある。

## リーダーシップ
ジョン・Y・コールはセンター・フォー・ザ・ブックの創立理事であり、1977年から2016年までその役職を務めた。コールは、『ジェファーソンの遺産: 米国議会図書館の簡単な歴史』(1993年) および『これらの壁について: 米国議会図書館の碑文と引用』(1995年)の著者であり、米国議会図書館の歴史について、公式な歴史家である。
2016年6月、パム・ジャクソンが所長に任命された。2018年現在、ジョン・ヴァン・オーデナレンが所長である。

## 関連プロジェクト

### 全米ブックフェスティバル
2001年に設立された米国議会図書館全米ブックフェスティバルは、センター・フォー・ザ・ブックが主要な役割を果たす毎年恒例のイベントである。このフェスティバルは、以前は秋の2日間、ナショナル・モールで開催されていた。著者は、朗読、本への署名、講義、インタビューを行うよう招待される。全国の代表者も、州のパビリオンで州の文学的遺産を宣伝するよう招待される。毎年何万人もの人々がフェスティバルに参加する。2014年に、フェスティバルはウォルター・E・ワシントン・コンベンションセンターの屋内に移動する。その他、1日開催のスケジュールに戻った。夜の時間も追加されるため、ほぼ同数の作家が参加する。

### 作家への手紙
作家への手紙(Letters About Literature)は、4年生から12年生の読み書き能力を奨励する、センター・フォー・ザ・ブックによって作成された全国的なコンテストだった。このコンテストでは、学生に散文または詩のいずれかの作品を読み、その著者 (生きているか死んでいるか)に手紙を書き、読んだものがどのように影響したかを説明するよう求めた。出場者は、次の3つの年齢グループのいずれかで競う。レベル1:4 ～6年生。レベル2:7 ～8年生。レベル2:9 ～12年生。手紙はまず、児童文学の知識を持つ個人である2回の審査員によって審査された。最高の手紙は州のコンテストに進み、それらの勝者は米国議会図書館が主催する全国的なコンテストに進みた.州大会の審査は3月に始まり、全国大会の勝者は5月に発表された。決勝大会は、2018/2019年度に開催された。

### River of Words
世界最大の若者の詩と芸術のコンテストであるRiver of Wordsは、センター・フォー・ザ・ブックとSt. Mary's College Center for Environmental Literacyがパートナー開催している。元桂冠詩人ロバート・ハス(Robert Hass)の下で1995年に設立されたこのコンテストは、すべての参加者が無料で参加できる。このコンテストでは、5歳から19歳の生徒が、自分たちの環境の分水界を調べて、それが自分にとって何を意味するかを考える。次に、詩や芸術を通じて自分の考えを表現する必要がある。2011年、センター・フォ・ザ・ブックはコンサートを共催し、著名な作曲家リビー・ラーセン(Libby Larsen)が受賞詩のいくつかに音楽を付けた。毎年、コンテストには数万件の応募が寄せられる。このコンテストは、スカウト隊やその他のアウトドアに重点を置いた組織に特に人気がある。

### ヤング リーダーズ センター
ヤング リーダーズ センターは、2009年に米国議会図書館のトーマス・ジェファーソンビルディング(Thomas Jefferson Building)に開設され、大人が同伴する16歳以下の子供が読み物やその他の文学リソースにアクセスしたり、毎週のストーリーアワーなどのプログラムに参加したりできる場所を提供した。

### 識字賞
センター・フォー・ザ・ブックは、2012年のInternational Summit for the Bookで創設が発表された後、米国議会図書館識字賞(the Library of Congress Literacy Awards)の管理を開始した。慈善家のデイヴィッド・M・ルーベンシュタイン(David M. Rubenstein)が創設し、後援するこの賞は、識字率向上のために革新的な活動を行う組織を支援している。合計250,000ドルの3つの賞は毎年、米国内外で識字率の向上を促進する上で大きな進歩を遂げた組織に贈られる。David M. Rubenstein賞 (150,000ドル)、American賞 (50,000ドル)、およびInternational賞 (50,000ドル)である。
受賞者と受賞者は、毎年開催される全米ブックフェスティバルで発表され、リストは米国議会図書館のWebサイトで入手できる。

### National Collegiate Book Collecting Contest
National Collegiate Book Collecting Contestは、2005年にFine Books & Collections誌が大学生の優れた図書コレクションを表彰するために開始した。コンテストを3年間運営した後、Fine Books & Collections誌はコンテストを米国議会図書館に引き継いだ。35を超えるカレッジや大学がコンテストを開催している。これらのコンテストの勝者は、全国大会への参加を奨励されている。コンテストを提供していない学校の学生も、全国大会に応募できる。

### Library of Congress Poetry & Literature Center
センター・フォー・ザ・ブックは、アメリカ桂冠詩人のオフィスとして機能する米国議会図書館のPoetry & Literature Centerを管理している。センターでは、朗読、公演、会議、講義のプログラムを毎年開催している。このセンターは、権威あるRebekah Johnson Bobbitt National Prize for Poetryを監督している。この賞は、賞が与えられる前の2年間に出版された最も優れたアメリカの詩集に贈られる。センターはまた、the esteemed Witter Bynner Fellowshipを授与する。1998年から、センターはこれらのフェローシップを2人の新進気鋭の詩人に授与している。

### National Ambassador for Young People’s Literature
センター・フォー・ザ・ブックと米国児童図書評議会(Children’s Book Council)が後援し、The National Ambassador for the Bookと米国児童図書評議会が若者の識字能力と、生涯にわたる識字能力、教育、若者の生活の成長と向上など、若者の識字能力が開発する貴重な属性を促進する役割を果たす。アンバサダーは、青少年文学分野で働く厳選された個人グループによって任命される。2008年の創設以来、ジョン・シェスカ(Jon Scieszka)、キャサリン・パターソン、ウォルター・ディーン・マイヤーズ、ケイト・ディカミロ、そして現在のアンバサダーであるジーン・ルエン・ヤンの4人がこの役職に就いている。